# Rassemblement bleu Marine
Pour les articles homonymes, voir RBM.
Le Rassemblement bleu Marine (RBM) est une coalition politique française de partis souverainistes, à vocation électorale, annoncée par Marine Le Pen le 24 mars 2012 à Paris au congrès fondateur du parti Souveraineté, identité et libertés (SIEL), et lancée officiellement le 8 mai suivant. Elle associe différents partis et personnalités se réclamant comme patriotes. L'association a été déclarée à la préfecture des Hauts-de-Seine, le 3 novembre 2012. Elle est présidée par Marine Le Pen et le secrétaire général est Gilbert Collard. 
Cette coalition est fondée dans le cadre de la campagne des élections législatives de 2012 par le Front national (FN) de Marine Le Pen, aux côtés notamment du SIEL de Paul-Marie Coûteaux, de l'Entente républicaine (ER) de Jacques Peyrat, du Rassemblement républicain de Jean-Yves Narquin, et avec le soutien (sans participation) du Parti de l'in-nocence de Renaud Camus. Dans le cadre des élections législatives de 2012, le Rassemblement bleu Marine fait élire deux députés : Marion Maréchal-Le Pen, dans le Vaucluse, et Gilbert Collard, dans le Gard. À sa création en 2013, le parti Patrie et citoyenneté (PeC) présidé par Bertrand Dutheil de La Rochère, ancien chevènementiste, intègre la coalition. Ce dernier en devient le trésorier.
Début 2016, plusieurs personnalités du mouvement annoncent sa dissolution. Le SIEL, seul parti autre que le FN à avoir une vie militante, quitte le RBM en novembre de la même année. Après les élections législatives de 2017, le RBM cesse toute activité militante.

## Historique

### Préalable de l'«union des nationaux»
D'après l'universitaire Valérie Igounet, le Rassemblement bleu Marine s'inscrit dans la lignée de nombreuses tentatives par le FN de s'affranchir « de sa dénomination lors d'élections diverses pour, justement, parvenir à élargir son spectre politique ». Le politologue Jean-Yves Camus estime que le rôle attribué par Marine Le Pen au mouvement « est largement similaire à celui que son père avait donné en 1986 au Rassemblement national : regrouper celles et ceux qui, au sein de la droite conservatrice dite « de gouvernement », acceptent de faire campagne sur les idées frontistes sans en endosser l’étiquette, puis de siéger dans le même groupe que des frontistes tout en entretenant la fiction leur indépendance ».
En 1972, la constitution du Front national obéit à cette logique d'« union des nationaux » dans la perspective d'échéances électorales (en l'occurrence, les élections législatives de 1973). Le FN des débuts coalise par un consensus large symbolisé par Jean-Marie Le Pen, différentes structures[Lesquelles ?] autour d'Ordre nouveau (ON), son groupe fondateur. Il rencontre des succès plus ou moins inégaux et pérennes. Ainsi, le Parti national populaire de Roger Holeindre, constitué en 1970, rejoint le Front national dès sa fondation, Holeindre devenant l'un des cadres nationaux du mouvement durant près de quarante ans. Inversement, l'adhésion espérée du Mouvement pour la justice et liberté de Georges Bidault, successeur de Jean Moulin au Conseil national de la Résistance et ancien président du Conseil sous la Quatrième République, comme composante de départ du Front national, fait long feu, et achoppe au bout de quelques jours.
D'autres tentatives, souvent infructueuses, peuvent être également mentionnées, à l'instar du Regroupement nationaliste, unissant éphémèrement l'Œuvre française (OF) de Pierre Sidos au Mouvement nationaliste révolutionnaire (MNR) de Jean-Gilles Malliarakis, en 1982. Ces initiatives sont cependant éloignées sur un plan doctrinal du postulat du Rassemblement bleu Marine et présentent peu de rapports autres qu'organisationnels.
La démarche du Rassemblement bleu Marine est à rapprocher de la perspective, durant l'élection présidentielle de 2007, de l'« Union des patriotes » (ou « Union patriotique ») unissant autour de la candidature de Jean-Marie Le Pen et du Front national, un certain nombre de partis et des personnalités dits de droite nationale : Mouvement national républicain (MNR) de Bruno Mégret et Parti populiste (PP) de Christian Perez, notamment. Pour autant, l'Union des patriotes, appelée par le Front national en 2006 lors de son traditionnel discours du 1er mai[réf. nécessaire], et lancée le 20 décembre suivant par une rencontre officielle entre Jean-Marie Le Pen et Bruno Mégret à Montretout, dans les Hauts-de-Seine, échoue dans les mois qui suivent et n'aboutit pas à une réconciliation durable entre les hommes et les mouvements ; le MNR constituant une scission du FN de l'époque des élections européennes de 1999.
Si la similitude entre Union des patriotes et Rassemblement bleu Marine est patente, dans sa perspective explicite de la réunion de toutes les forces patriotes et « nationales » — c'est-à-dire nationalistes — elle en diffère toutefois par deux aspects majeurs. Ainsi, l'Union des patriotes s'adresse prioritairement aux anciens scissionnistes du FN, dans l'équivalent d'une « paix des braves ». Le Rassemblement bleu Marine et Marine Le Pen ont depuis plusieurs années coupé les ponts avec ces derniers, renforcés dans leur choix par la constitution en 2011 d'une Union de la droite nationale (UDN), confédération rivale autour de Carl Lang, artisan d'une scission supplémentaire au sein du Front national durant la campagne des élections européennes de 2009 en créant le Parti de la France.
Par ailleurs, l'Union des patriotes a la vocation implicite de constituer en réalité davantage une union de la seule droite nationale[réf. nécessaire] qu'une union des Français, qu'ils soient de droite ou de gauche — selon les termes mêmes de Bruno Mégret[réf. nécessaire], partisan de cette union dans le cadre, d'un « Epinay de la droite nationale », sur le modèle du congrès constitutif de l'actuel Parti socialiste, en 1971 —. Inversement, Marine Le Pen et le Rassemblement bleu Marine prétendent dépasser le clivage traditionnel entre droite et gauche, dans l'établissement d'un rassemblement large, s'adressant y compris à la gauche, notamment chevènementiste.

### Fondation

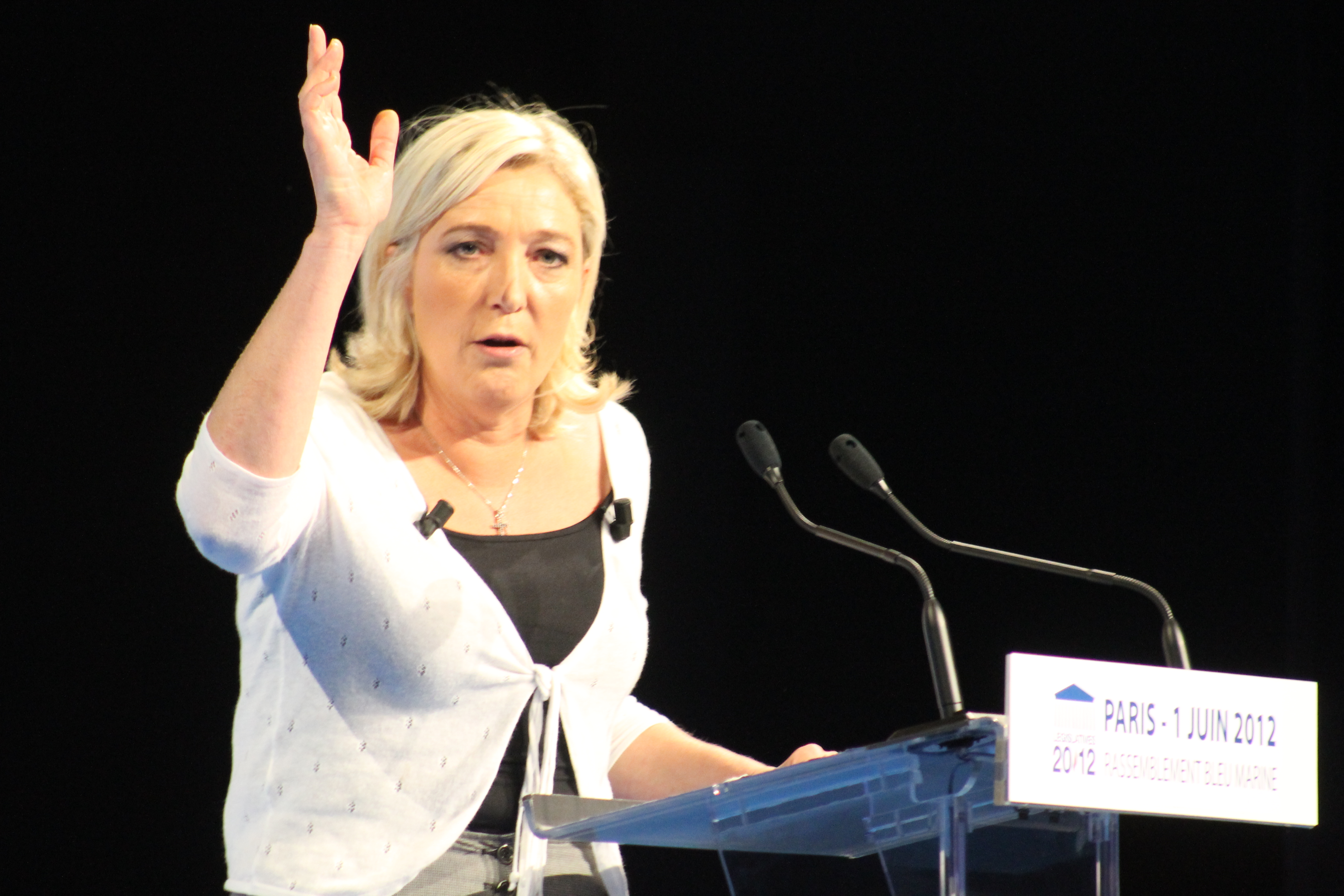
Marine Le Pen à la tribune d'un meeting organisé à Paris, le 1er juin 2012.

D'après Valérie Igounet, « ce qui doit être considéré comme une association politique tient son nom de l’association Énergie Bleu Marine, de Robert Ottaviani, directeur national adjoint du Front national de la jeunesse (FNJ) dans les années quatre-vingt et chanteur du défunt groupe de rock identitaire de la mouvance skinhead, Ultime Assaut : l'association Rassemblement Bleu Marine (RBM) est déclarée à la préfecture de l’Essonne, en octobre 2008. Son objet est la « défense de l’identité et de la nation française ainsi que le soutien à la candidature nationale à l’élection présidentielle de 2012 » ». Philippe Olivier et son frère Jacques sont présentés comme les principaux artisans du lancement du RBM,.
L'idée de la constitution d'une coalition politique agrégeant le Front national à d'autres mouvements et des personnalités proche, dans le cadre des élections législatives de 2012, est consécutive à l'élection de Marine Le Pen à la présidence du FN, le 16 janvier 2011[réf. nécessaire], au Congrès de Tours. À ce titre, et en même temps qu'est préparée la campagne présidentielle de 2012, le bureau politique du Front national valide par ses votes le 2 mai 2011 un « gel » de 30 % des circonscriptions législatives[réf. nécessaire] — environ cent quatre-vingt — pour des « candidats d'ouverture » non encartés au FN, dans le cadre d'un « Rassemblement national ».
Jean-Yves Camus souligne que le RBM s'adresse « en premier lieu aux souverainistes de droite regroupés au sein de Souveraineté, identité et libertés (SIEL) », dans lesquels Marine Le Pen voit « un vivier de choix », l'arrivée de Paul-Marie Coûteaux ayant « permis au RBM d’enregistrer le ralliement de souverainistes de gauche attachés auparavant aux idées du sénateur de Belfort, ce qui légitime la stratégie frontiste consistant à se présenter comme le seul authentique défenseur des valeurs républicaines et sociales, en particulier l’égalité, le patriotisme et la laïcité ». Il précise cependant que le RBM « fonctionne comme une sorte d’organisation-parapluie qui abrite sous son toit plusieurs sensibilités idéologiques dont le FN, tout à sa stratégie de dédiabolisation, ne souhaite pas assumer la présence en son sein même » : il évoque ainsi l'adhésion au RBM de militants monarchistes, identitaires ou nationalistes-révolutionnaires.
Aux élections législatives de juin 2012, le Rassemblement bleu Marine parvient à faire élire deux députés « marinistes », Marion Maréchal-Le Pen et Gilbert Collard, respectivement dans le Vaucluse face à Jean-Michel Ferrand et le Gard face à Étienne Mourrut. C'est la première fois depuis 1997 et l'élection de Jean-Marie Le Chevallier que le Front national, composante de ce rassemblement, obtient des sièges à l'Assemblée nationale.
L'hypothèse d'un changement de nom du Front national - parti fondateur - au profit du nom de « Rassemblement bleu Marine » est évoquée par un certain nombre de commentateurs[Lesquels ?], ce à quoi le Front national et Marine Le Pen répondent que, si réflexion il y a, elle n'est pas à l'ordre du jour et que seuls les adhérents du Front national demeurent décisionnaires sur le nom de leur mouvement[réf. nécessaire]. Cependant, Gilbert Collard, l'un des deux députés du Rassemblement bleu Marine, favorable à un tel changement de nom, évoque sa « solitude contre la collectivité » dans la mesure où, selon lui, la majorité du Front national serait hostile à l'éventualité de ce changement. Pour sa part, le porte-parole du Rassemblement bleu Marine, Florian Philippot, estime, le 6 juillet 2012 sur BFM TV que « le changement de nom, c'est un peu esthétique, et ce n'est pas ça qui compte, c'est la politique qui compte, c'est le fond. »[réf. souhaitée]

### Élections législatives de 2012
Dans le cadre des élections législatives de 2012, le Rassemblement bleu Marine présente 572 candidats, parmi lesquels une cinquantaine font figure de candidats « d'ouverture » ou « d'union », non encartés officiellement au Front national, voire membre d'aucun des partis fondateurs du RBM. Il est significatif, à ce titre, que le terme de « candidat d'ouverture » symbolise en fait « d'ouverture par rapport au FN », marquant combien le FN est l'artisan premier du RBM (selon les termes de Marine Le Pen, son « aiguillon moteur »[réf. nécessaire]).
La plus grande majorité de ces candidats proviennent de Souveraineté, Indépendance et Libertés (SIEL), parti allié au Front national à partir de mars 2012 en vue des élections législatives. Les membres de ce parti souverainiste se réclamant du gaullisme sous la présidence de Paul-Marie Coûteaux (par ailleurs candidat dans la Haute-Marne), sont eux-mêmes issus d'un spectre politique assez large, du villiérisme au chevènementisme[réf. nécessaire], en passant par le RIF, ancien parti de Paul-Marie Coûteaux, le MNR, scission du FN, plus rarement, des partis « institutionnels » (Karim Ouchikh est un ancien du PS, Xavier Renaud, ancien du RPR). Parmi les plus emblématiques de ces candidats d'ouverture, figurent notamment l'un des deux députés élus du Rassemblement bleu Marine, Gilbert Collard, et Jean-Yves Narquin, frère de l'ancienne ministre UMP Roselyne Bachelot, et un des rares maires du RBM (avec Christian Alexandre, maire de Héronchelles et Jean-Jacques Adoux, maire de Le Hamel).
Parmi les candidats non membres du Front national, il est possible de citer :
- Benoît Girard, dans la deuxième circonscription des Ardennes, ancien membre du FN (mars-juillet 2011) et de l'Alliance républicaine éthique. Il obtient 16,20 % des suffrages au premier tour.
- Catherine Rouvier, membre du SIEL depuis sa fondation le 24 mars 2012, et vice-présidente du SIEL. Candidate dans la dix-neuvième circonscription du Nord, elle récolte 19,61 % des voix au premier tour.
- Catherine Blein, ancienne chargée de mission du secrétariat général du RPR, puis attachée de presse du Bloc identitaire, candidate dans la quatrième circonscription des Côtes-d'Armor. Elle recueille 7,22 % des voix.
- Claude Dassié, dans la deuxième circonscription de l'Yonne, ancien vice-président du conseil régional de Bourgogne (alors au MPF), membre du SIEL depuis mars 2012. Il récolte 16,02 % au premier tour, ne pouvant se maintenir au second.
- Francine Hantzberg, candidate du SIEL dans la dixième circonscription de Seine-et-Marne. Elle recueillera 12,94 % des voix au premier tour.
- Gaël Nofri, dans la troisième circonscription des Alpes-Maritimes, conseiller politique de Marine Le Pen depuis octobre 2012. Il obtient 22,75 % des suffrages au premier tour.
- Gilbert Collard, dans la deuxième circonscription du Gard, ancien président du comité de soutien à Marine Le Pen, candidat indépendant. Arrivé largement en tête au premier tour avec 34,57 %, devant la socialiste Katy Guyot (32,87 %), il exhorte l'UMP sortant, Étienne Mourrut, arrivé troisième avec 23,89 %, à se désister en sa faveur. Finalement, il est élu sur fond de triangulaire avec 42,82 %, face à Katy Guyot (41,56 %), siphonnant les suffrages d'Étienne Mourrut (15,63 %).
- Gilles Lebreton, candidat du SIEL dans la quatrième circonscription du Calvados. Il obtient 12,60 % au premier tour.
- Hervé de Lépinau, suppléant de Marion Maréchal-Le Pen), dans la troisième circonscription de Vaucluse, vice-président de la Ligue du Sud.
- Jacques Peyrat, dans la première circonscription des Alpes-Maritimes, ancien sénateur-maire UMP de Nice, président de l'Entente républicaine. Il réalise le score de 16,16 % contre le député UMP sortant, Éric Ciotti (43,89 %).
- Jean-Yves Narquin, dans la troisième circonscription de Loir-et-Cher, ancien UMP, maire divers droite de Villedieu-le-Château. Il obtient 13,08 % au premier tour.
- Karim Ouchikh, dans la troisième circonscription de la Somme, conseiller politique de Marine Le Pen depuis octobre 2011, et membre du SIEL depuis mars 2012.
- Louise Buchmann, dans la quatrième circonscription des Vosges, membre du SIEL depuis mars 2012. Elle récolte 15,12 % au premier tour.
- Lucia Laporte, dans la septième circonscription des Hauts-de-Seine, membre du SIEL. Elle recueille 7,30 %.
- Martine Furioli-Beaunier, dans la cinquième circonscription de Vaucluse, avocate, apparentée FN, candidate MPF aux municipales de 2008 à Avignon. Elle arrive troisième d'une triangulaire au premier tour, avec 24,41 % des suffrages exprimés, derrière le candidat UMP Julien Aubert (26,27 %) et le candidat socialiste Jean-François Lovisolo (35,27 %). Cependant, le 12 juin 2012, elle désiste sa candidature au profit du candidat UMP, expliquant vouloir « faire barrage à la gauche », et que, selon elle, les électeurs sont « majoritairement à droite dans la circonscription », « [ne trouvant] pas normal qu'ils se retrouvent avec un député PS ». Favorable à une alliance de toute la droite avec le Rassemblement bleu Marine, elle considère que « c'est une erreur de la droite de ne pas s'allier ». Ce désistement n'étant pas réalisé en accord avec la direction du FN, Marine Le Pen le condamne « de la manière la plus ferme », refusant d'appeler à voter pour le candidat UMP. La direction du Rassemblement bleu Marine se décide donc à exclure Martine Furioli de la coalition électorale[10]
- Michel Ciardi, dans la seizième circonscription de Paris, président de l'Union des Français juifs et membre de Riposte laïque. Il obtient 5,91 % des voix.
- Nathalie Huiart, ancienne responsable de Chasse, pêche, nature et traditions en Picardie, candidate dans la troisième circonscription de la Somme. Elle recueille 18,37 %.
- Olivier Eyraud, dans la deuxième circonscription de l'Ain, élu conseiller général depuis 1995 sous l'étiquette UMP, qui parvînt à franchir le premier tour de justesse avec 21,12 % des suffrages exprimés, déclenchant une triangulaire face au candidat socialiste Michel Raymond (23,07 %) et à l'UMP sortant Charles de La Verpillière (37,26 %). Au second tour, il tombe à 16,93 %, « siphonné » par Charles de La Verpillière, réélu avec 44,31 % des voix, et face à Michel Raymond (38,76 %).
- Paul-Marie Coûteaux, dans la deuxième circonscription de la Haute-Marne, député européen de 1999 à 2009, conseiller politique de Marine Le Pen depuis octobre 2011, président du SIEL. Il recueille 19 % des voix au premier tour.
- Tony Lambert, candidat du SIEL dans la quatrième circonscription de la Charente-Maritime. Il obtient 13,57 % des suffrages au premier tour.
- Xavier Renaud, dans la sixième circonscription de la Loire-Atlantique, ancien du RPR Jeunes-Le Chêne, membre du SIEL depuis mars 2012. Il obtient 10,28 % au premier tour[11].

### Élections de 2014
Dans le cadre des élections municipales, le Rassemblement bleu Marine présente plus de 500 candidats sur les listes FN.
Aux élections européennes, Jean-Luc Schaffhauser est élu au Parlement européen.

### Élections de 2015
Aux élections départementales, plusieurs cantons sont laissés au SIEL et plusieurs cantons voient des binômes FN/SIEL.
Aux élections régionales, des candidats RBM sont présents sur les listes FN. La majorité des groupes en conseils régionaux verront «Rassemblement bleu marine» ou «bleu marine» dans leur nom.

### Élections présidentielle et législatives de 2017
En octobre 2016, l'ancien chef de file de l'UDI dans l'Aude, Jean-François Daraud, rejoint le Rassemblement bleu Marine, notamment au côté de Louis Aliot et Gilbert Collard. Il annonce d'ailleurs sa candidature aux législatives de 2017 dans la deuxième circonscription. Un nouveau mouvement au sein du RBM à l'initiative de Collard et Aliot a également vu le jour dans le but d'« accueillir les déçus du centre, de l'UDI, du Parti radical ». Il aurait pour nom « Parti radical Bleu Marine » ou « Parti radical des Racines » ou encore « Parti radical républicain ».

### Critiques et disparition progressive
Marine Le Pen indique le 2 juillet 2012, au micro de Jean-Jacques Bourdin, qu'elle souhaite inscrire le Rassemblement bleu Marine dans la pérennité.
L'écrivain Renaud Camus, l'un des principaux soutiens du rassemblement et président du Parti de l'in-nocence, est le premier[réf. nécessaire] à constater dans l'intitulé de cette coalition la connotation d'un culte de la personnalité. Ce constat est également pointé par le journaliste Alain Duhamel, qui est lui-même repris par Patrick Cohen à ce propos.
Début 2014, le président-fondateur du SIEL, Paul-Marie Coûteaux, estime que le Rassemblement Bleu Marine (RBM) est encore largement une « coquille vide ». Il souhaite que le RBM ne devienne pas le « rassemblement du FN avec le FN » mais bel et bien qu'un large rassemblement national et, grosso modo, une union des droites patriotiques s'opère autour du Front national. Renaud Camus indique de son côté que « le seul vrai clivage sépare les remplacistes des antiremplacistes, et [qu']il passe au sein du FN ».
Le 19 janvier 2016, Louis Aliot, vice-président du Front national, annonce au journal L'Indépendant qu'« il a été décidé, à l'échelon national, de dissoudre l'ensemble des RBM », qui deviendront « un label électoral, un logo sur les bulletins de vote ou les professions de foi ». Il précise que la transformation du RBM en parti politique était trop compliquée par rapport au Front national. Le chercheur Alexandre Dézé indique que le RBM « a été dissous en janvier 2016 pour n’être plus qu’un label potentiellement réutilisable ».
En 2016, le journaliste Laurent de Boissieu constate que l'objectif d'« élargissement politique du FN » par le RBM en direction à la fois des souverainistes de gauche et de droite « est un échec » compte tenu de la confidentialité des mouvements concernés (Patrie et citoyenneté, Mon Pays la France, Agir pour la France), à l'exception du SIEL qui a changé d'orientation en passant du souverainisme à la mouvance identitaire. La même année, le journaliste Dominique Albertini considère que le RBM est « resté un simple croupion du FN » et « ne s’est finalement distingué ni par son insolence ni par son attractivité. Il ne compterait qu’un peu plus de 4 000 adhérents directs et, outre le Front, ne rassemble à cette heure que trois modestes mouvements : «Souveraineté, identité et libertés» (Siel), «Patrie et citoyenneté» et «Mon Pays la France ». L'étiquette « bleu Marine » est en revanche largement utilisée par le FN. Il ajoute que le retrait du SIEL en novembre 2016 « [signe] l’avis de décès du Rassemblement bleu Marine, ou du moins de la mission d’abord confiée à cette structure ».
En février 2018, alors que le FN doit changer de nom à l'occasion de son XVIe congrès, Philippe Olivier, conseiller spécial de Marine Le Pen, déclare : « Les cadres font campagne au niveau local avec l'étiquette Rassemblement bleu Marine, pas Front national. Ça montre bien qu'il y a un problème ! ».
Après les élections législatives de 2017, le RBM a cessé toute activité sur son site et ses réseaux sociaux ne sont plus à jour. À la suite du changement de nom du FN en Rassemblement national, les groupes des conseils régionaux et départementaux ont, en grande majorité, supprimé « Rassemblement bleu marine » ou même « bleu marine » de leurs noms. En mars 2018, seul Jean-Luc Schaffhauser se déclare membre uniquement du RBM sans être membre du RN.
En 2018, le changement de nom du Front national en Rassemblement national apparaît comme une « fusion sémantique » entre le FN et le Rassemblement bleu marine.

## Organisation
Les modalités d'organisation du Rassemblement bleu Marine ne sont pas pleinement fixées au terme des élections législatives de 2012. À l'initiative du SIEL, est prévue un « Forum national des droites » (sous l'intitulé premier d'« Assises de la refondation de la droite »[réf. souhaitée]), du 5 au 7 octobre 2012, à Dourdan, en Essonne. Cette réunion nationale — en fait, la première Université d'été du SIEL — se veut être l'occasion de discuter la pérennité du Rassemblement bleu Marine, dont le SIEL est l'un des partis fondateurs, depuis la campagne présidentielle de 2012. Le programme de ce Forum national des droites est à ce titre explicite sur la « préparation des municipales (de) 2014 » dont il est probable qu'elle se constitue à la faveur d'alliances avec le Front national.
L'organisation du Rassemblement bleu Marine demeure plusieurs mois temporaire après son lancement, le temps que cette structure « officieuse » soit en réalité constituée en association loi de 1901, le 26 septembre 2012, dans le sillage de l'Université d'été du Front national, l'un de ses mouvements fondateurs. Conséquemment au dépôt des statuts du Rassemblement bleu Marine, un premier organigramme est enfin connu.
- Présidente : Marine Le Pen (FN)
- Secrétaire général : Gilbert Collard (indépendant puis FN)
- Délégué général : Aurélien Legrand (FN)[20]
- Porte-parole permanent : Florian Philippot (FN)
  - Porte-parole de campagne législative : Florian Philippot (FN) et Louis Aliot (FN)
- Trésorier : Bertrand Dutheil de La Rochère (PeC)
- Administrateurs : Paul-Marie Coûteaux et Karim Ouchikh (SIEL)

Les personnes physiques autant que morales peuvent adhérer au Rassemblement bleu Marine. Ainsi, le Front national, le SIEL et Patrie et citoyenneté y adhèrent. Cette liste ne semble pas exhaustive et appelle donc éventuellement au ralliement d'autres formations politiques proches. Si des mouvements politiques ont déjà rejoint le Rassemblement bleu Marine, les personnes physiques ne peuvent y adhérer que depuis le 4 février 2013 (initialement, l'ouverture des adhésions est annoncée pour le 1er janvier 2013, puis repoussée).
L’objet de l’association Rassemblement bleu Marine est de « rassembler l’ensemble des patriotes attachés à la souveraineté du peuple français et au respect des valeurs de la République française ».
En avril 2016, Aurélien Legrand, ancien membre du Nouveau Parti anticapitaliste, membre du FN depuis 2014 et vice-président du groupe frontiste au conseil régional d'Île-de-France, est promu délégué général (numéro 3 et « cheville ouvrière ») à la place de Jean-Yves Narquin, mis à l'écart en raison d'une condamnation et de propos polémiques,. Pour le journaliste Laurent de Boissieu, « cette nomination permet principalement de promouvoir une nouvelle personnalité qui avait prouvé ses compétences lors de la campagne des élections régionales et qui est pleinement sur la ligne de Marine Le Pen ».

### Structures membres

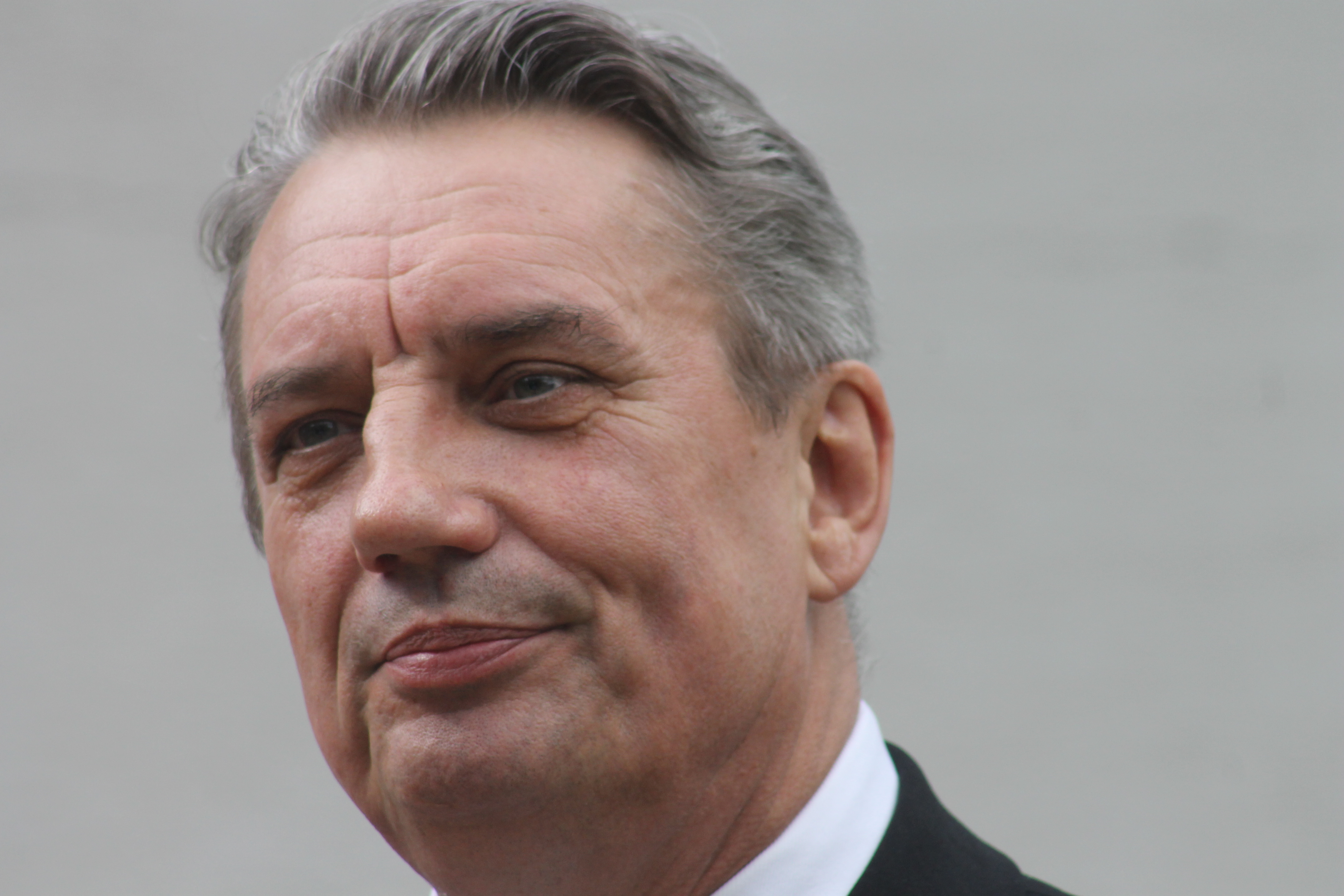
Jean-Yves Narquin, frère de Roselyne Bachelot et maire RBM de Villedieu-le-Château (Loir-et-Cher).

- Le Front national (FN), mouvement fondateur du Rassemblement bleu Marine, présidé par Marine Le Pen. C'est elle-même qui annonce la constitution de ce rassemblement, au congrès fondateur de Souveraineté, Indépendance et Libertés (SIEL), le 24 mars 2012 à Paris. Le RBM présente 510 candidats aux élections législatives de 2012.
- Souveraineté, identité et libertés, parti souverainiste de droite, présidé par Paul-Marie Coûteaux puis Karim Ouchikh. Il rejoint le Rassemblement bleu Marine dans le cadre de son congrès fondateur, le 24 mars 2012. Le SIEL présente une quarantaine de candidats aux élections législatives françaises de 2012. À la faveur de l'alliance FN-SIEL aux élections législatives de 2012, la double adhésion est permise entre ses deux mouvements. Ainsi, Xavier Renaud, secrétaire national du SIEL, et également membre du FN. Le 29 février 2016, le bureau politique du FN supprime la possibilité de la double adhésion FN-SIEL en expliquant déplorer « les multiples conséquences négatives résultant de cette dérogation ».
- Patrie et citoyenneté (PeC)[26], présidé par Bertrand Dutheil de La Rochère[27]. Annoncé fin septembre 2012, il rejoint officiellement le Rassemblement bleu Marine le 4 octobre suivant[28].
- Mon Pays la France, structure créée en 2015 par Jacques Clostermann, administrateur du RBM[29].
- Des personnalités indépendantes. Le RBM compte aussi en effet une dizaine de candidats dits « d'ouverture », souvent non encartés. Parmi eux, Gilbert Collard, avocat médiatique et président du comité de soutien à Marine Le Pen durant l'élection présidentielle française de 2012, Olivier Eyraud, conseiller général de l'Ain (élu UMP) depuis 1995, Catherine Blein, ancienne chargée de mission du secrétariat général du RPR, puis attachée de presse du Bloc identitaire (BI), candidate à Guingamp, ou encore Nathalie Huiart, ancienne responsable Chasse, pêche, nature et traditions (CPNT) en Picardie.

### Structures proches (non adhérentes au RBM)
- Entente républicaine (ER), parti niçois de droite, présidé par Jacques Peyrat (voir Nissa Rebela et Rassemblement pour la France), ancien sénateur-maire de Nice. Sa participation au Rassemblement bleu Marine se limite à la candidature de Jacques Peyrat (1re circonscription) aux élections législatives de 2012 dans les Alpes-Maritimes.
- Le Parti de l'in-nocence de Renaud Camus, qui soutient le SIEL au sein du Rassemblement bleu Marine, sans participer aux élections législatives françaises de 2012.
- Le Rassemblement Républicain, lance un appel informel à l'union des droites dans la troisième circonscription, autour de la candidature de Jean-Yves Narquin, maire de Villedieu-le-Château aux élections législatives de 2012 en Loir-et-Cher et qui sera ensuite Délégué Général du RBM de 2014 à 2016.

## Alliances électorales

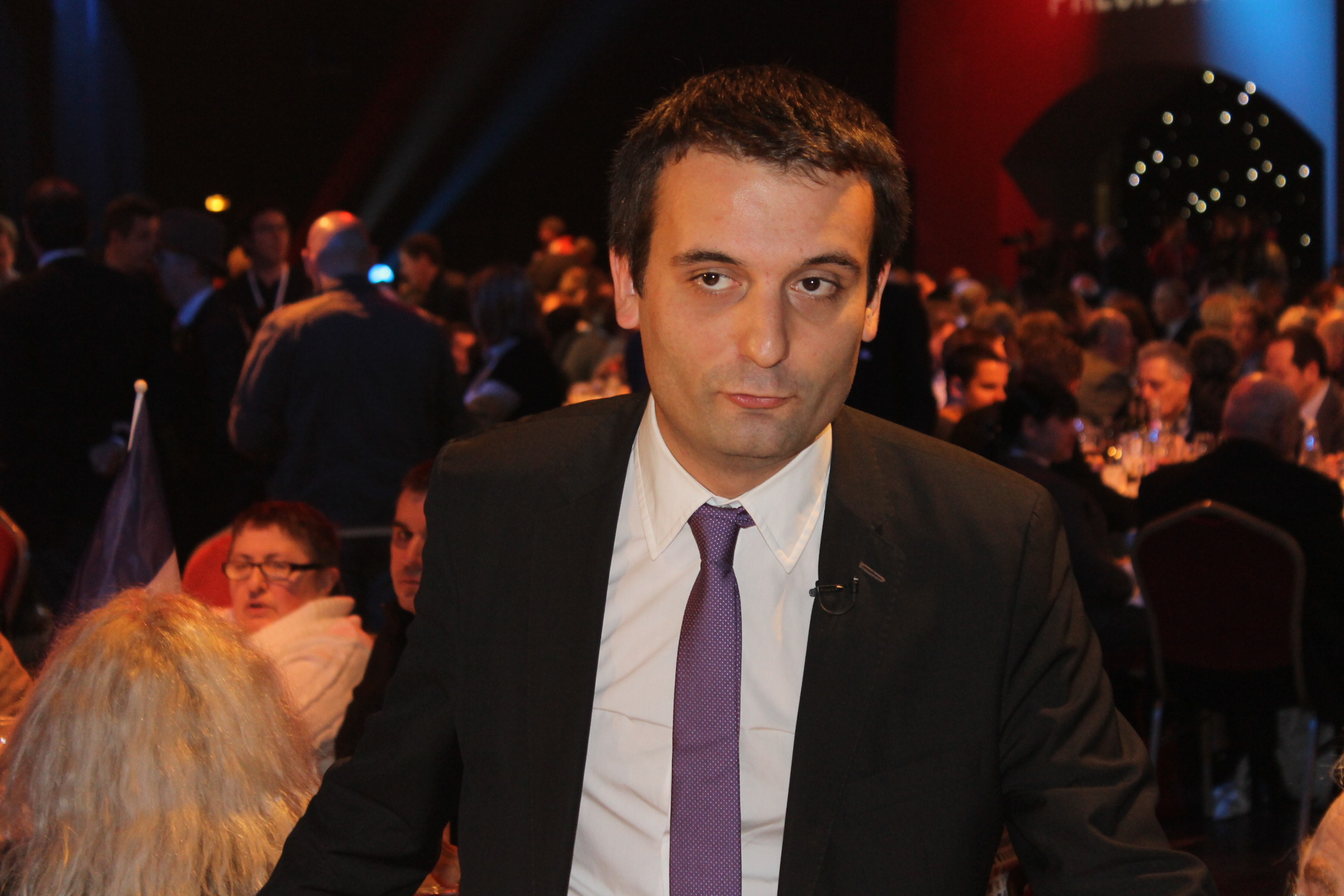
Florian Philippot, promoteur d'un rapprochement avec Debout la France.

Dans le cadre de la campagne législative de 2012, le postulat du Rassemblement bleu Marine est de concrétiser la coalition de mouvements ayant déjà soutenu, durant l'élection présidentielle de 2012, la candidature de Marine Le Pen, c'est-à-dire le Front national (FN) et Souveraineté, Indépendance et Libertés (SIEL). C'est la première fois, depuis la constitution du Rassemblement national en 1986 (aboutissant à l'élection de trente-cinq députés « FN-RN » et la constitution d'un groupe parlementaire, présidé par Jean-Marie Le Pen), que le Front national fait alliance avec d'autres forces politiques dans le cadre d'une campagne législative.
La question d'une éventuelle intégration au Rassemblement bleu Marine de Debout la France (DLF), le parti souverainiste de Nicolas Dupont-Aignan, a parfois été posée, notamment en vue des élections européennes de 2014. Cependant, DLF a déclaré, par la voie de son président, ne vouloir faire aucune alliance en vue de ces élections, en affirmant être « dans une stratégie d'indépendance totale ».
Marine Le Pen s'est également dit d'accord d'apporter son soutien à des élus divers droite ou divers gauche qui apporteraient leur soutien au Rassemblement bleu marine.[réf. nécessaire]

## Collectifs
Le RBM dispose de plusieurs collectifs thématiques,, :
- « Audace » (jeunes actifs), avec Antoine Mellies et Thibaut Monnier[35],[36],[37],[38],[39] ;
- « Banlieues Patriotes » avec Jordan Bardella[40] ;
- « Belaud-Argos » (protection animale) avec Sophie Montel et le soutien de la Fondation Brigitte-Bardot[41];
- « Culture, libertés et création » (CLIC)[42], avec Marie Céhère[43], Sébastien Chenu, Pauline Decot[44], Karim Ouchikh et Gabriel Robin[45],[46],[47],[48] et soutenu par Brigitte Bardot ;
- « Marianne » (étudiants ; devait initialement s'intituler « Bara »[49]), avec David Masson-Weyl et Yacine Zerkoun puis Daniel Auguste[50],[51],[52]. Ce collectif se rapprochera en 2017 de l'Union des étudiants patriotes (UEP), implantée à Paris I et Paris II, afin de présenter des listes communes aux élections universitaires[53],[54]. Il obtient au total 3 élus, ralliés au collectif après leur victoire sous une autre étiquette[55].
- « Mer et Francophonie » (COMEF)[56], avec Loup Viallet, Gwenaël Blancho et Alex Frederiksen[57] ;
- « Nouvelle Écologie », avec Philippe Murer, Éric Richermoz et Gauthier Bouchet[58],[59],[60] ;
- « Racine » (enseignants), avec Yannick Jaffré, Pierre Miscevic et Alain Avello[61],[62] ;
- « Usagers de la santé » présidé par le docteur Pierre Delacroix, ancien élu UDI[63].

## Internet
Le Rassemblement bleu Marine existe tout d'abord avant tout sur Internet et les réseaux sociaux, avant d'être mis en place sous la forme d'une association. Un premier site Internet, rassemblementbleumarine.fr, est mis en ligne le 15 mai 2012, dans le cadre de la campagne législative, reprenant notamment un trombinoscope complet de tous les candidats RBM. Un second site « professionnel », rbmfrance.com, lui succède le 4 octobre 2012, précisant les premières modalités d'adhésion à ce qui est, entre-temps, devenue une association officiellement déclarée.